# نیکولایفکا (شهرستان چکماگوشفسکی، باشقیرستان)
نیکولایفکا (انگلیسی: Nikolayevka, Chekmagushevsky District, Republic of Bashkortostan) یک شهرک در شهرستان چکماگوشفسکی استان باشقیرستان کشور روسیه است.